# キデイランド
株式会社キデイランド（読みはキディランド、英: KIDDY LAND Co., Ltd.）は、玩具・書籍等の販売店を運営する日本の企業である。タカラトミーの子会社。本部は東京都千代田区九段北にある。

## 概要
1946年に橋立孝一郎が現在の秩父市に創業した「読書クラブ橋立書店」がその発祥である。4年後の1950年に、表参道に橋立書店を出店、周辺に居住していた外国人向けの雑貨・玩具などを取り扱うようになる。
1966年に表参道に地上6階・地下2階建ての本店ビルを建設、また同時期に全国に店舗を出店した。しかし、急な拡大策によって経営が悪化し、創業者の橋立は社長を退任。後に銀行資本により経営を立て直し、バブル期にはFC・海外店舗含めて100店舗近い規模で全国展開を行っていた。2002年よりタカラの投資提携を受け、現在はタカラの後身であるタカラトミーの完全子会社となっている。2012年には本店である原宿店の建て替えを行った。
バレンタインデーやハロウィンの習慣を積極的に日本に紹介し、「1980年代に日本で初めてのハロウィンパレードをおこなった」と広報文書で説明している。
2008年春よりららぽーとマネジメントより「スヌーピータウンショップ」の事業を継承。他にも「リラックマストア」「すみっコぐらしショップ」「ミッフィースタイル」「ちいかわらんど」などのキャラクター専門店も運営している。2025年現在、日本国内に直営69店・フランチャイズ5店を出店する。
正式な表記は「キデイランド」である。「キディランド」は誤植であり、「イ」は小書きしない。名称の語感からハローキティの開発元であるサンリオの関連会社と誤解されることがあるが、資本・提携関係は一切ない。
“KID”は、英語で子ヤギのことで、日常会話では子供を意味する。これに由来し、キデイランドのシンボルキャラクターは、やぎの足を持った「牧神パアン」となっている。

## ギャラリー

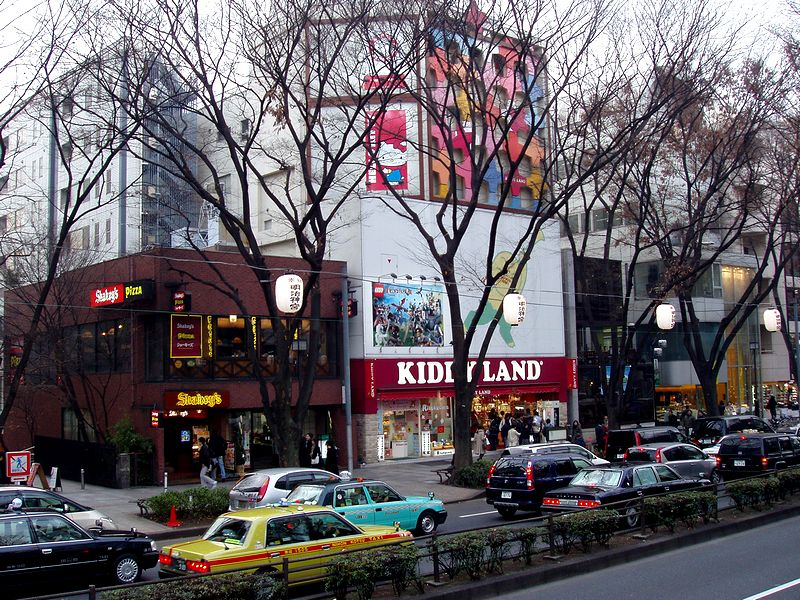
参道から見た外観（2007年12月28日撮影）
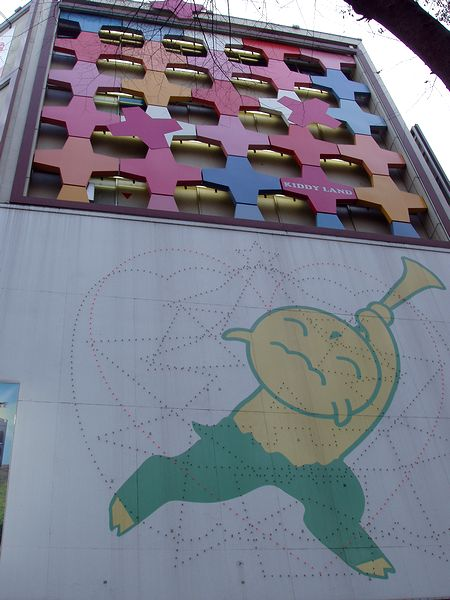
歩道から見上げる（2007年12月28日撮影）
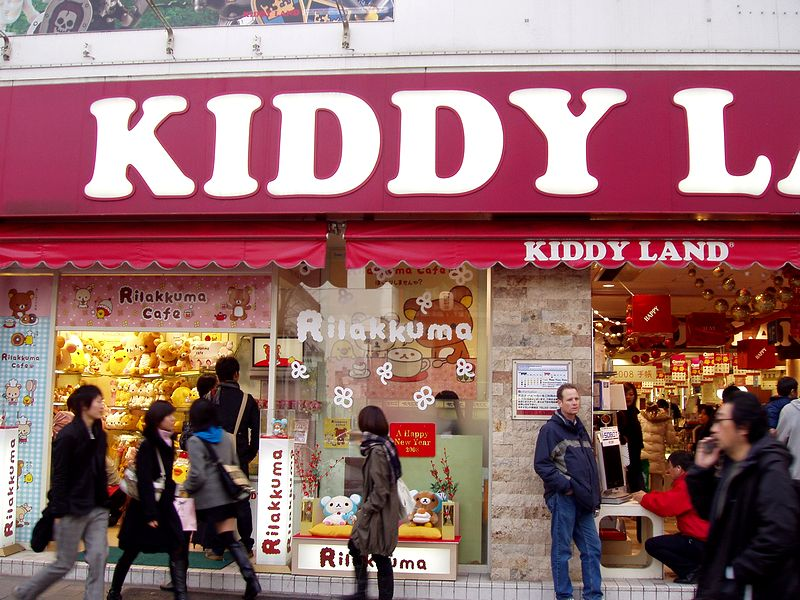
入口回り（2007年12月28日撮影）
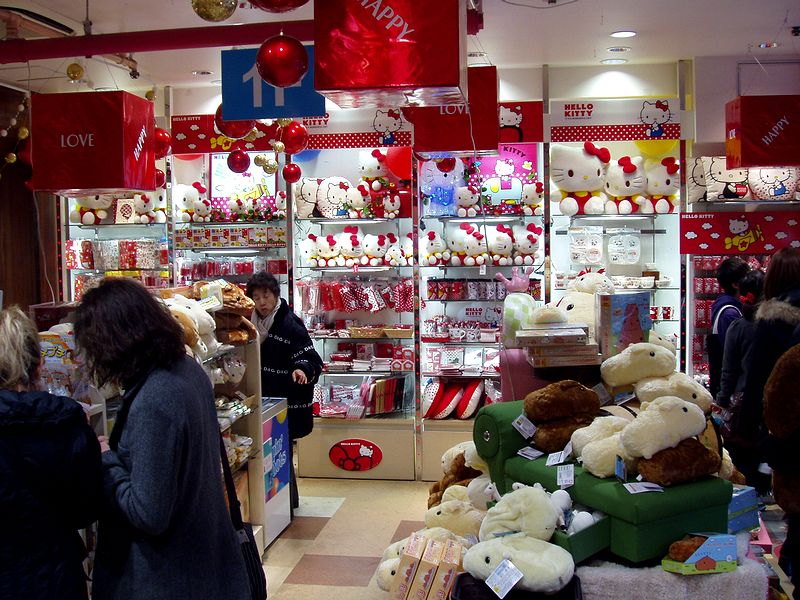
店内の様子（2007年12月28日撮影）
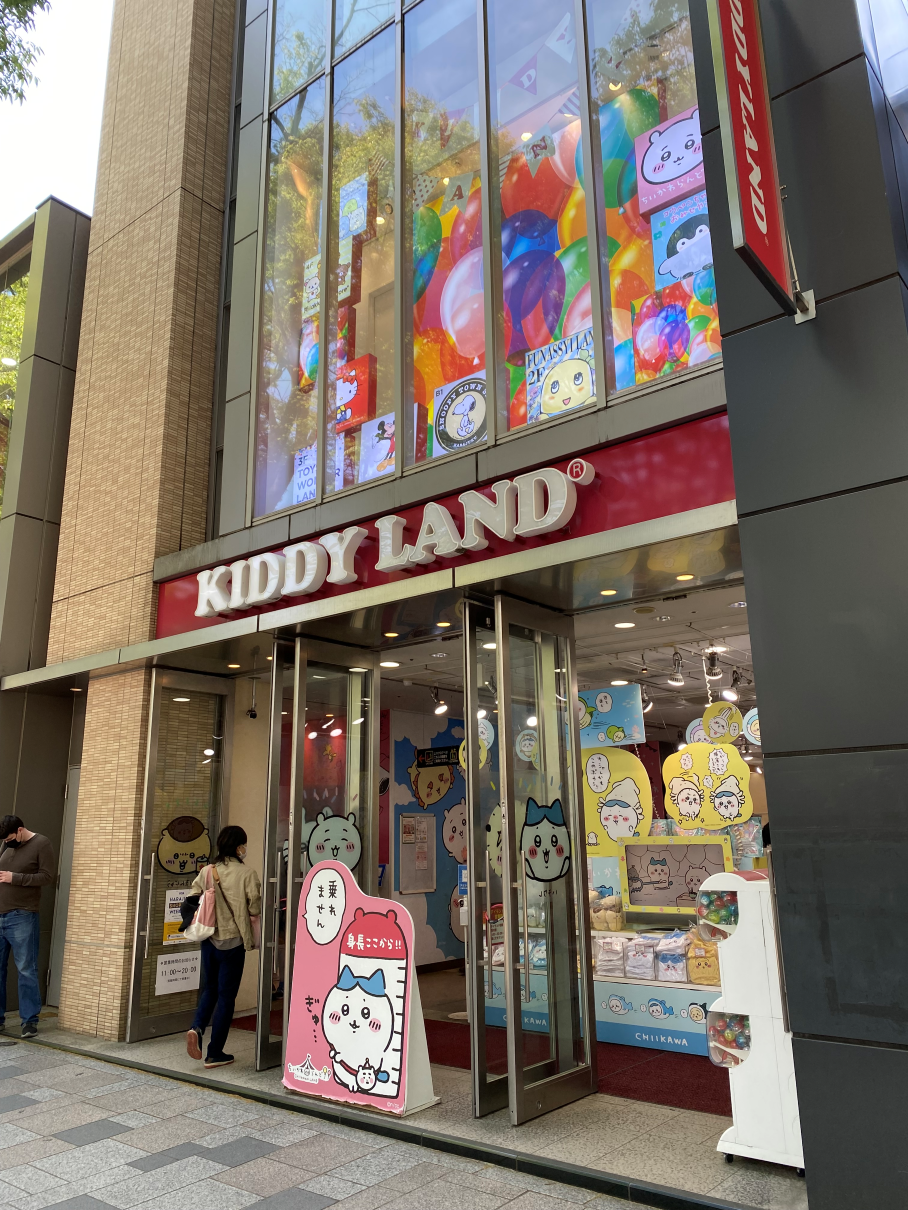
リニューアル後の原宿店入口(2023年４月４日撮影)